# Petr Kašpar Světecký
Petr Kašpar Světecký (1. července 1708 Mšec – 9. srpna 1788 Třeboň), také Petrus Caspar Swieteczky, byl český zeměměřič a kartograf, v letech 1746–1753 schwarzenberský archivář v Třeboni.

## Život
Narodil se jako druhý syn Jana Jiřího Světeckého z Černčic († 1746), kamenického mistra ve službách knížete Adama Františka ze Schwarzenbergu, a jeho manželky Kateřiny rozené Jiráskové, dcery knížecího myslivce z Pochvalova. Měl ještě bratry Josefa Jana (* 1706, ten se stal kreslířem a projektantem) a Jana Václava (* 1720, stal se úředníkem schwarzenberského dominia).
Petr Kašpar se vyučil zeměměřičem (snad u svého bratra Josefa Jana) a v roce 1725 rovněž vstoupil do služby k Schwarzenbergům; nejprve jako pachole na zámku v Českém Krumlově, pak jako písař na úřadě ve Vimperku. Po roce 1734 prováděl zeměměřičské a kartografické práce na Třeboňsku, Českokrumlovsku a Vimpersku. V roce 1736 se oženil s Marií, dcerou vimperského měšťana Johanna Müllera, s níž měl 5 dětí. V roce 1746 ovdověl, oženil se roku 1747 znovu s Johannou, dcerou třeboňského radního Martina Rusta, a měl s ní 6 dětí.
Za válek o dědictví rakouské působil v roce 1741 i v roli vojenského špiona. V letech 1746–1753 pracoval jako místoarchivář ve Schwarzenberském archivu v Třeboni, kde bylo jeho hlavním úkolem sestavit nový urbář panství. V roce 1753 se údajně nepohodl s vrchním Burkhardem a na tuto funkci rezignoval; později mu byl umožněn aspoň přístup do archivu.
Stal se zastáncem českého jazyka a autorem historických, místopisných a genealogických prací, a také několika spisů o mírách a vahách v Čechách (někdy s dlouhými názvy). Mnohé jeho práce se v rukopisné podobě dochovaly, např. spisek Arcana z roku 1754, který má 502 stran a popisuje tehdejší hospodářské a kulturní poměry. Dochovaly se i některé jeho záznamy z oblasti gastronomie. Petr Kašpar Světecký je uváděn i jako první, kdo navrhl zaměření celého území státu (v roce 1777 předložil Marii Terezii návrh na zmapování Čech 96 zeměměřiči za 10 let; chtěl měřit pouze obvody obcí).
Některé z jeho záměrů zůstaly nerealizovány: zamýšlel např. napsat dílo o českých šlechtických rodech obdobné Diadochu Bartoloměje Paprockého. Chtěl také založit "bratrstvo světské pod jménem sv. Martina biskupa a sv. Alžběty královny", které mělo po celých Čechách pečovat o zřizování škol a vzdělávání mládeže, a také o pěstování české řeči, sbírání pověstí a historických památek. Navrhoval i zakládání městeček, ve kterých by vždy mezi dvěma domy byla zahrada. Zemřel jako osmdesátiletý stařec údajně v úplné chudobě.

## Dílo
- Böhmische Arithmetika nach der allgemeinen als kürzerer und wälscher Manier (Jindřichův Hradec, 1738)
- Prw hrubě Wážený, Nynj ale Zawržený, Neboližto reformirowaný Falessné Zemo-Měřenj, Podlé něgžto mnozý, obwzlásstě w Cžeské Zemi Měřenj se vgjmagjcý P.P. Auředlnjcy, P.P. Mysliwcy, a ginj giž za tohoto Wěku, ne bez malých Chjb pokráčowali, a až posawád pokráčugau (Jindřichův Hradec, 1738)
- Arcana (1754, rukopis)
- Erster Carmasin Rother Kwatern Historischer Nachrichten meistenteils zu behuf und Verbesserung auch Continuation des Paprocky aus dem berühmten Wittingauerischen alt und neuen sonsten so genandten Rosenbergischen Archiw auch von etlichen Päbsten, Kaysern, Königen, Landesfürsten, Ertz- und Bischöffen, allen Ständen, Clöstern, Schlöszern, Kirchen, Spitälern, Städten, Städtln, Marktfleken und Dörffern im Königreich Böhmeimb, auch zum Theil von selben in auszwärtigen Ländern nebst andern denk und merkwürdigkeiten wie auch familien von gemeinen Burgern und Bauersleuthen angelegt auf meine eigene Unkösten Anno 1759 Peter Swieteczky manu propria (Prvá karmazínově červená z kvatern Historických zpráv nejvíce co oprava a doplněk Paprockého ze slavného třeboňského starého i nového jinak řečeného Rožmberského archivu také o některých papežích, císařích, králích, zemských knížatech, arcibiskupech a biskupech, o všech stavech, o klášterech, zámcích, špitálech, městech, městysech a vsích v Království českém, zčásti i v zahraničních zemích vedle jiných paměti- a pozoruhodností jakož také o rodinách prostých měšťanů a selských lidí založená na mé vlastní náklady roku 1759 ode mne Petra Světeckého rukou vlastní; tiskem nevydaný rukopis z roku 1759, Státní oblastní archiv v Třeboni)